# The Stench of Redemption
The Stench Of Redemption es el octavo álbum de Deicide. Es el primer álbum de la banda con Jack Owen (exmiembro de Cannibal Corpse) y Ralph Santolla (exmiembro de Iced Earth) como guitarristas. Las canciones Homage for Satan y Crucified for Innocence fueron publicadas exclusivamente para iTunes el 6 de junio de 2006. Deicide decidió lanzar el «Digital EP» por internet por los problemas financieros que ellos y Earache Records tuvieron. La banda también canceló algunas de sus presentaciones por estos problemas de dinero. Igual que los anteriores álbumes, este presenta temas de destrucción y anticristianismo.
Este es el primer álbum de Deicide que tiene créditos escritos atribuidos a miembros individuales de la banda. Toda la música está escrita por Steve Asheim y todas las líricas por Glen Benton, con los aportes de Jack Owen y Ralph Santolla acreditados como «arreglos adicionales, armonías y temas».
Muchas críticas han elogiado el álbum como un retorno en la formación de Deicide, a pesar de que la banda hubiera perdido a los hermanos Hoffman, quienes fueron los miembros fundadores. Hay un notable cambio en el trabajo de guitarra: este se hace mucho más notable (a diferencia de anteriores álbumes) y llega a alcanzar, incluso, proporciones épicas (un buen ejemplo podría ser la canción The Lord's Sedition, la cual es no solo la canción más larga de Deicide hasta el momento, sino que también es notable por la temperamental, oscura y limpia introducción de guitarra). Muchos fanes también han notado que el estilo vocal doble-seguido de Glen Benton suena mejor que hace años.
Algunas ediciones del álbum incluyen un cover de la canción Black Night, originalmente de Deep Purple, y con letras reescritas por Glen Benton.
El baterista Steve Asheim dijo esto sobre el álbum: «Tendría que decir que Stench es definitivamente mi favorito y el que más me enorgullece, y creo que Benton opina lo mismo. Realmente todo se unió en este álbum: el material, los músicos, el sonido, la vibra... Fue un verdadero placer hacer este disco con esta formación, casi sin esfuerzo».

## Reseñas
The Stench of Redemption recibió críticas positivas, y la mayoría de los críticos elogiaron la dimensión melódica agregada, que atribuyen a los nuevos guitarristas. Chad Bowar, que escribe para About.com, elogió al equipo de guitarras por «dar nueva vida al enfoque de Deicide. Es posible que ni siquiera te des cuenta debido a todos los ritmos explosivos y los riffs vertiginosos, pero hay algunas melodías reales aquí. Agregó una sutil capa de complejidad al brutal arsenal de la banda, lo que hace que las canciones sean mucho más poderosas». De manera similar, Scott Alisoglu escribió para Blabbermouth que los nuevos guitarristas «se suman al legendario sonido death metal de Deicide, aumentando la dinámica de las seis cuerdas y dando a estas composiciones una inyección muy necesaria de profundidad compositiva. Eso no significa que no reconocerás a The Stench of Redemption como cualquier cosa menos un álbum Hell-fried de Deicide, solo que los ingredientes añadidos empujan al álbum a alturas nunca antes alcanzadas». Jackie Smit, que escribe para Chronicles of Chaos, afirmó que la adición de Jack Owen y Ralph Santolla no solo «iluminó el trasero colectivo de los miembros originales restantes», sino que también agregó una dimensión melódica «diferente a todo lo que los hermanos Hoffman pudieron reunir». Refiriéndose al álbum como «sin disculpas melódicas», Cosmo Lee escribió en Stylus Magazine que The Stench of Redemption es «no menos brutal», como resultado de las inclinaciones melódicas, y elogió los riffs «masivos y memorables» de Steve Asheim y las «diabólicas» voces de Benton.

## Lista de canciones
1. The Stench of Redemption – 4:09
2. Death to Jesus – 3:53
3. Desecration – 4:31
4. Crucified for the Innocence – 4:35
5. Walk with the Devil in Dreams You Behold – 4:58
6. Homage for Satan – 3:59
7. Not of This Earth – 3:19
8. Never to Be Seen Again – 3:24
9. The Lord’s Sedition – 5:41
10. Black Night (Japanese/Limited Edition CD Bonus Track) – 2:43

## Créditos
- Glen Benton - Voz, bajo y producción ejecutiva
- Steve Asheim - Batería
- Jack Owen - Guitarra rítmica y liderazgo
- Ralph Santolla - Guitarra rítmica y liderazgo